# Petersgrat
Petersgrat är en bergstopp i Schweiz.   Den ligger i distriktet Frutigen-Niedersimmental och kantonen Bern, i den centrala delen av landet, 60 km sydost om huvudstaden Bern. Toppen på Petersgrat är 3 207 meter över havet, eller 86 meter över den omgivande terrängen. Bredden vid basen är 2,0 km.
Terrängen runt Petersgrat är huvudsakligen bergig, men den allra närmaste omgivningen är kuperad. Närmaste större samhälle är Frutigen, 18,6 km nordväst om Petersgrat. 
Trakten runt Petersgrat är permanent täckt av is och snö. Runt Petersgrat är det mycket glesbefolkat, med 6 invånare per kvadratkilometer.